# Centre européen des textiles innovants
Pour les articles homonymes, voir CETI (homonymie).

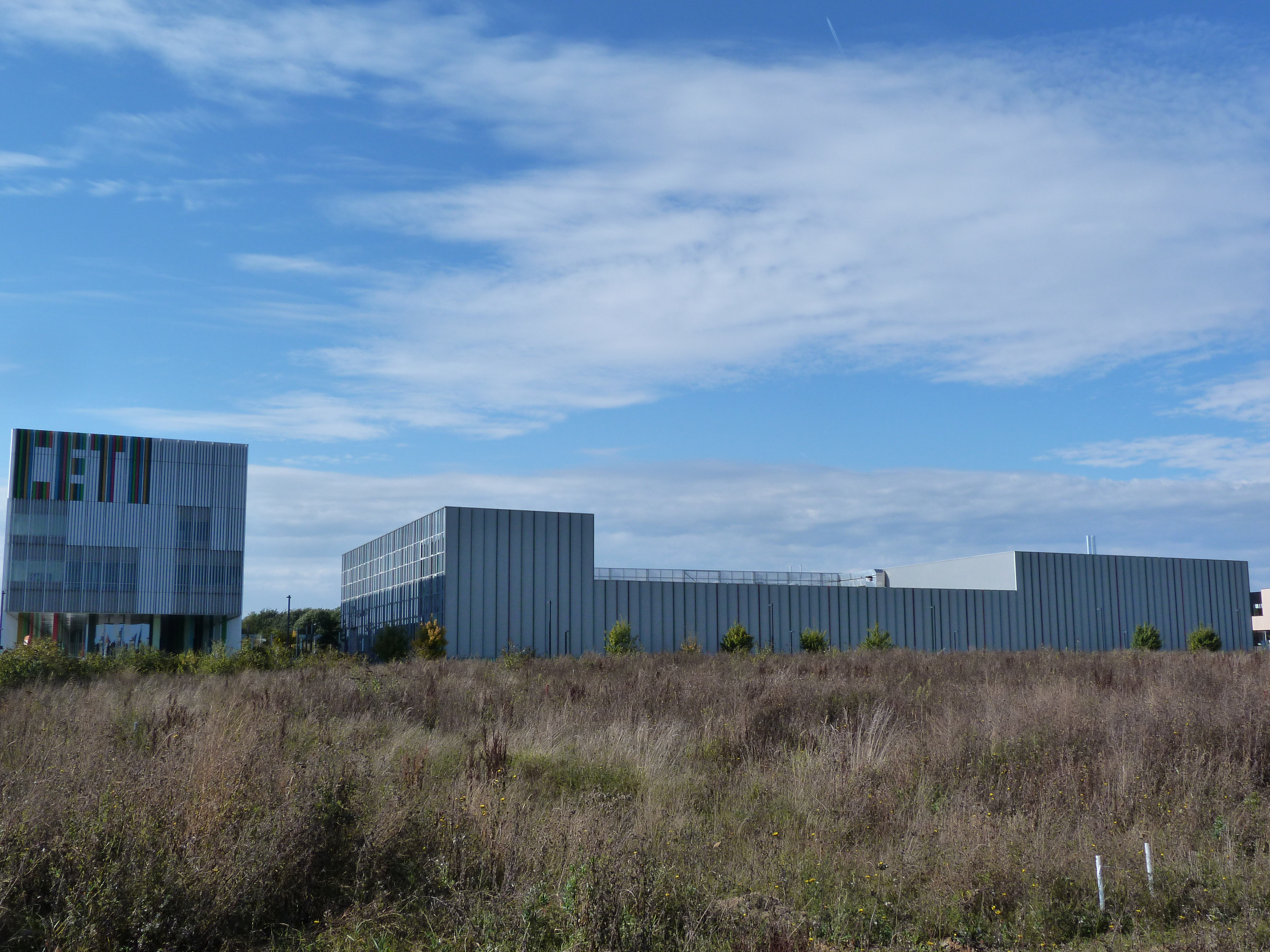
LE CETI vu de la rue de l'union, octobre 2016

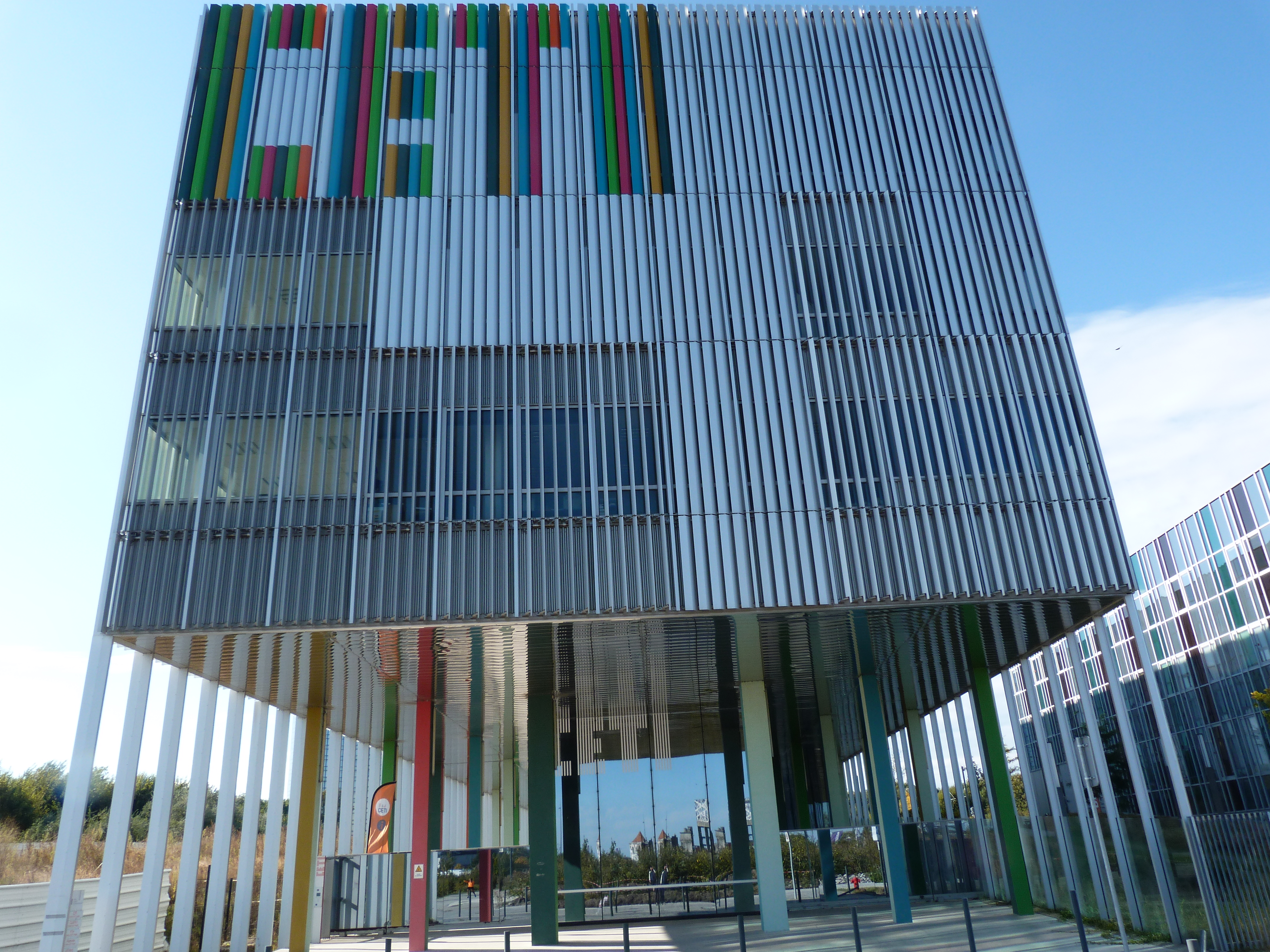
Façade du CETI, octobre 2016

Le Centre européen des textiles innovants (CETI) est un centre de recherche textile créé en 2012 et situé dans la région Hauts-de-France entre Tourcoing et Roubaix (Métropole européenne de Lille). Il est implanté dans l'Écoquartier de l'Union et fait partie du pôle de compétitivité UP-TEX. Le centre est consacré à l’innovation, au prototypage et à la valorisation technologique,. Il est dirigé par Gilles Damez (président) et Pascal Denizart (directeur général) et le bâtiment a été conçu par les architectes Luc Saison et Isabelle Menu.